# Adoretus hoplioides
Adoretus hoplioides är en skalbaggsart som beskrevs av Karl Henrik Boheman 1857. Adoretus hoplioides ingår i släktet Adoretus och familjen Rutelidae. Inga underarter finns listade i Catalogue of Life.